# 曹誠淵
曹誠淵，BBS（1955年10月7日—），香港編舞家、教育家、艺术策划人及文化企业家，在中国的现代舞领域具有相当影响力。出生并成长于香港，其后在美国接受现代舞训练。为香港大学工商管理硕士，2000年成为香港演艺学院荣誉院士，2015年获香港演艺学院颁授荣誉博士。

## 背景
曹誠淵的父親是黃大仙沙田㘭道天虹中學的創辦人曹立安。曹在1967年畢業於香港培正小學（與王晶、黃杏秀及曾慶珏為同級同學），1973年畢業於香港培正中學，求學階段已參與學校舞蹈節。後來分別於美國華盛頓大學（工商管理學士，1977年）、香港大學（工商管理碩士，1978年）及香港演藝學院取得學位（榮譽博士）。1979年成立城市當代舞蹈團（CCDC）（页面存档备份，存于），在香港推廣現代舞，自1989年至2019年共三十年出任藝術總監。同期開始擔任天虹中學校監。至今，城市當代舞蹈團已成為國際知名的現代舞團，並設有專責外展教育工作及支援香港舞蹈發展的CCDC舞蹈中心。曹誠淵1987年担任广东舞蹈学校现代舞大专班的教师及顾问，协助中国内地建立首个正规现代舞教育培训课程，并于1992至1998年出任由广东省政府成立的中国首个专业现代舞团 –- 广东实验现代舞团的艺术指导。2004年，在广东省文化厅力邀下，重返广州出任广东现代舞团的艺术总监一职至2016年。在北京，于1999至2005年出任北京现代舞团的艺术总监职位。并于2005年创建中国内地首个民营专业舞团 - 北京雷动天下现代舞团（页面存档备份，存于），担任该团艺术总监至今。曹诚渊又在2016年底，于全国各地倡议成立天下驿站，一个以民营独立机构为主的现代舞联盟，以分享资源，互通信息，至2019年底，已经有42个城市团队参加成为驿站成员。
曹氏并且除了舞团，曹誠淵创办了两个现代舞交流平台 - 「广东现代舞周」和「北京舞蹈双周」。北京舞蹈双周原名「北京现代舞展演周」创办于2008年，2012年该活动更名为北京舞蹈双周。广州及北京两地的现代舞蹈节，以其专业高水平和多层次全方位的活动，一直备受国际及国内舞蹈界重视，2019年之后，更把舞蹈周的发展，扩展到全国不同城市，让现代舞深入各地阶层群众。曹誠淵还身兼数个公职 -  2015年，曹氏获委任为中国舞蹈家协会理事，2016年成为广东省舞蹈家协会副主席。除了带领香港及北京专业舞团发展之外，他还相继在北京、常德、长沙、成都、重庆、大庆、福州、广州、贵阳、合肥、呼和浩特、吉林市、库尔勒、昆明、兰州、澳门、南昌、南京、南宁、宁波、鄂尔多斯、三亚、上海、深圳、石家庄、苏州、太原、天津、乌鲁木齐、武汉、西安，厦门、银川、郑州等多座城市的大专院校及艺术团体讲学及主持工作坊。
曹氏於1988年获得香港艺术家联盟“舞蹈家年奖”、1990年“香港十大杰出青年”、1993年“英女皇荣誉奖章”、1998年“路易·卡地亚卓越成就奖——编舞家”、1999年香港特区政府颁发「銅紫荊星章」、2014年香港舞蹈联盟“杰出成就奖”及2017年香港藝術發展獎之終身成就獎，以表彰其对中国香港艺术发展的重大贡献。2018年更获联合国教科文组织合作伙伙伴国际戏剧协会辖下舞蹈委员会邀请，作为以亚太区代表担任「国际舞蹈日」献词人。1980年至今，曹诚渊创作了六十多部风格迥异的作品，包括《鸟之歌》、《昆仑》、《中国风·中国火》、《365种系定唔系东方主义》、《逍遥游》、《一桌N椅》、《三千宠爱》、《非常道》、《霸王》、《兰陵王》、《寻找大观园》、《西游记》等。其作品多次在加拿大、法国、德国、以色列、日本、韩国、美国及北京、广州、上海和台北的大型艺术节上演。

## 編舞作品
- 《安魂曲》
- 《地獄變》
- 《逍遙遊》
- 《三個浪漫的中國人》
- 《給昂山素姬的信》
- 《龍謠》
- 《中國風·中國火》
- 《三千寵愛》
- 《365種係定唔係東方主義》
- 《一桌N椅》
- 《霸王》
- 《蘭陵王》
- 《非常道》

## 外部連結
- 曹誠淵個人網誌（页面存档备份，存于）
- 我舞故我在──曹誠淵
- 前輩子是James Dean、這輩子想寫武俠小說的舞蹈家曹誠淵（页面存档备份，存于）